# Устьянский маяк
Устьянский маяк — один из самых старых существующих маяков Иркутской области. Был построен английской фирмой и доставлен на озеро Байкал, где установлен в 1901 году у поселка Байкал. Высота маячного огня над землей — 8 м, общая высота — более 10 м. Маяк имеет статус памятника инженерного искусства и архитектуры федерального значения в составе ансамбля Кругобайкальской железной дороги. Популярный туристический объект.

## История
Устьянский маяк сделан из прочной сименс-мартеновской стали в Англии кораблестроительной фирмой «Армстронг и К°». Маячные конструкции в разобранном виде были доставлены на Байкал, где их собрали русские мастера. В 1901 году был установлен в подножье мыса Баранчук, рядом с железнодорожными путями. В промежутке между двумя периодами строительства дороги, в 1909-м году, для расширения станции и укладки дополнительных путей, маяк демонтировали и перенесли на вершину мыса.
Раньше маяк работал на газе, смотритель подымался прямо от станции по деревянной лестнице, построенной на очень крутом, почти отвесном склоне мыса. Впоследствии к нему провели электричество, свет включался и выключался автоматически, посредством фотоэлементов, реагировавших на восход-заход солнца, в этот период маяк не имел обслуживающего персонала.
Устьянский маяк действовал до 1984 года. До 2007 года вход на маяк был свободным. После свободное посещение маяка было ограничено — на дверь повесели замок, на вершину башни установили антенны сотовой связи, а саму башню окутали в колючую проволоку. Устьянский маяк один из двух сохранившихся маяков на Байкале, второй маяк — Мысовский в Бурятии.

## Маяк
Высота маячного огня над землей — 8 м, внешний диаметр опоры-цилиндра ≈1,5 м; внутренний диаметр — 1,4 м, общая высота — более 10 м. Маяк установлен на отметке примерно 130 метров над озером или ≈125 м от уровня железнодорожного полотна. К маяку со времени его установки на мысу ведет лесная дорога, пробитая из долины Малый Баранчик (от поселка Байкал). Устьянский маяк один из самых старых существующих маяков Иркутской области. Единственный маяк, который имеет статус памятника инженерного искусства и архитектуры федерального значения в составе ансамбля Кругобайкальской железной дороги. Популярный туристический объект на Байкале.
- Устьянский маяк